# 코스믹 비전

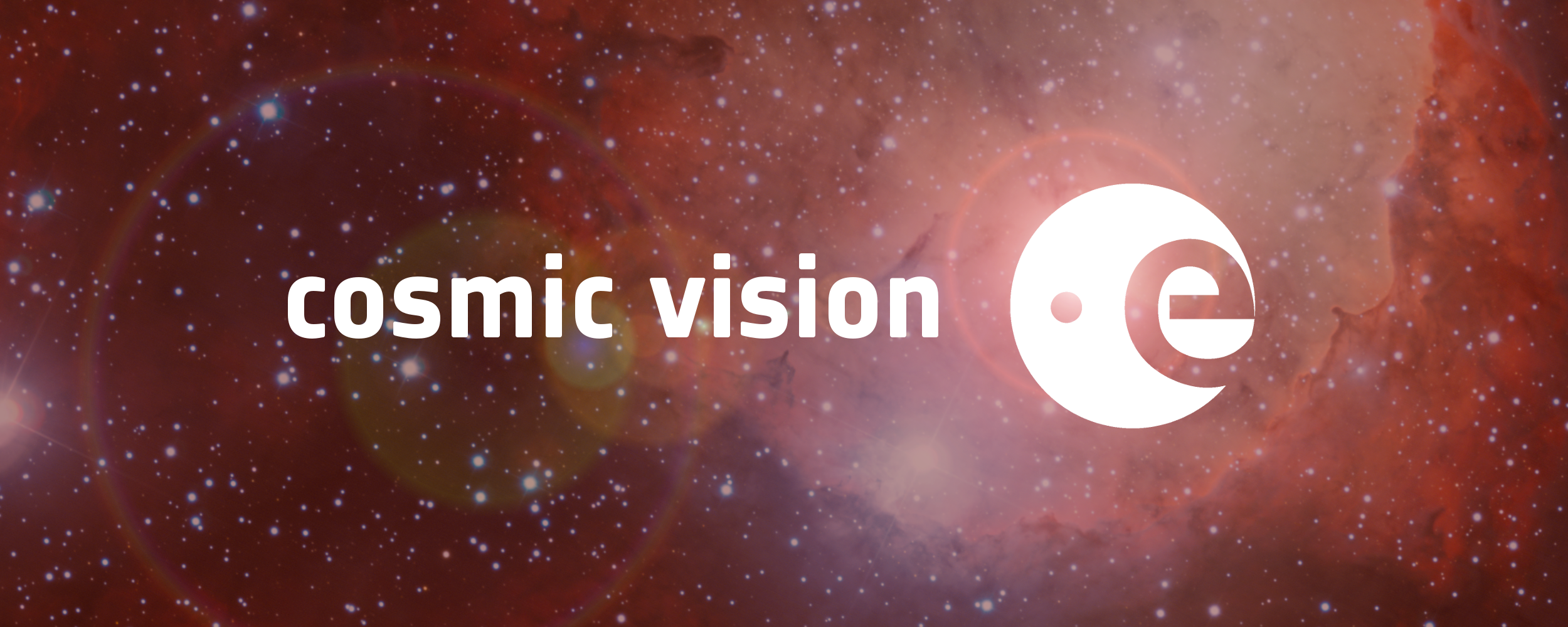
로고

코스믹 비전(Cosmic Vision)은 유럽우주국이 세운 우주개발계획으로, 2015년 시작해 2025년에 끝나는 우주개발계획이다. 목성 얼음 위성 탐사선, PLATO (우주선), 파커 솔라 프로브, Euclid 등이 이 계획의 일환이다.

## 주요 임무
주요한 임무는 행성 형성과 생명기원과정, 태양계가 탄생의 비밀과 움직이는 원리와 과정, 우주의 기본적 물리 법칙, 우주는 어떻게 형성되고 무엇을 만들었는지 등을 밝혀내는 것이 이 계획의 주요임무다.

## 임무 유형
임무는 S와 M, L로 나뉘며, S는 5,000만 유로를 넘지 않는 것, M은 5억 유로를 넘지 않는 것, L은 9억 유로를 넘지 않는 것이다.

### S
S1, CHEOPS (우주선):외계행성을 찾기 위해 제작한 우주망원경으로, 2018년 말에 발사된다.
S2, SMILE (우주선):지구의 자기권과 태양풍 사이의 상호 작용을 연구하기 위해 중국과학원과 협력하여 발사한다.

### M
M1, 파커 솔라 프로브:세계 최초로 태양에 200만 km~100만 km까지 근접하는 탐사선으로, 2018년 8월 발사되었다.
M2, 유클리드:암흑에너지를 연구하기 위한 우주망원경이다. 2023년 7월 2일 발사 완료.
M3, PLATO (우주선):외계행성과 성진학을 연구하기 위해 발사되는 우주선이다.2026년 발사예정
M4, ARIEL:외계행성을 발견하기 위해 발사된다. 2028년 발사 예정. M4는 바뀔 예정이 있다.
M5, 엔셀라두스 및 타이탄 탐사선:엔셀라두스와 타이탄을 조사하는 탐사선이다. 발사일은 아직 미정.

### L
L1, 목성 얼음 위성 탐사선:목성과 목성의 얼음위성 탐사 및 외계생명체 거주가능성 조사 목적의 우주선으로 2023년 4월 14일 발사 완료.
L2, ATHENA (우주선):X선을 관측하는 우주망원경이다. 2028년 발사 예정.
L3, 레이저 간섭계 우주 안테나:중력파 관측을 위해 발사되는 우주망원경이다. 2034년 발사 예정.

## 같이 보기
- 디스커버리 프로그램